# Serpentaire des Célèbes
Spilornis rufipectus
Espèce
Statut de conservation UICN

 LC  : Préoccupation mineure
Statut CITES
Le Serpentaire des Célèbes (Spilornis rufipectus) est une espèce d'oiseaux de la famille des Accipitridae.

## Répartition
Cette espèce est endémique d'Indonésie.

### Sous-espèces
D'après la classification de référence (version 14.1, 2024) de l'Union internationale des ornithologues, le Serpentaire des Célèbes possède 2 sous-espèces (ordre philogénique) :
- Spilornis rufipectus rufipectus Gould, 1858 ;
- Spilornis rufipectus sulaensis	 (Schlegel, 1866).